# Río Psebeps
El río Psebeps (del ruso: Псебепс) es un río del krai de Krasnodar, en Rusia, afluente del río Adagum, tributario del Kubán. 

## Curso
Su curso tiene una longitud de 37 km y su cuenca cubre una superficie de 146 km².